# Ведута, Елена Николаевна
Еле́на Никола́евна Веду́та (род. 23 января 1950, Харьков, Украинская ССР, СССР) — российский экономист-кибернетик, доктор экономических наук, профессор МГУ. Один из руководителей «Научной школы стратегического планирования Н. И. Ведуты».

## Биография
Елена Ведута родилась 23 января 1950 года в Харькове. Отец — выдающийся экономист-кибернетик Н. И. Ведута.
В 1968 году поступила на экономический факультет МГУ, который окончила с отличием в 1973 году.
В 1973—1976 годах училась в аспирантуре экономического факультета МГУ. В 1980 году защитила кандидатскую диссертацию на тему «Увязка натуральных и ценностных показателей в межотраслевом балансе».
В 1998 году защитила докторскую диссертацию на тему «Экономическая стратегия государства: трансформация приоритетов и механизмов их реализации».
Работала ведущим научным сотрудником в Институте проблем рынка РАН, в котором с 2003 года заведовала лабораторией «Стратегические проблемы развития рыночной экономики».
В 2003 году стала лауреатом конкурса на лучшее обеспечение учебного процесса Российской экономической академии им. Г. В. Плеханова.
С 2003 года работала в МГУ заместителем заведующего кафедрой экономической политики философского факультета МГУ. В 2011 году перешла на факультет государственного управления МГУ.

## Общественно-политическая деятельность
Елена Ведута являлась членом «Российской политической партии Мира и Единства». В 2007 году входила в тройку федерального списка кандидатов в депутаты Государственной Думы пятого созыва, выдвинутого этой партией. Является членом исполнительного комитета Общероссийского Общественного Движения в поддержку политики Президента Российской Федерации.
В 2010—2011 годах принимала участие в телепередачах «Суд времени» и «Исторический процесс» в качестве свидетеля стороны С. Кургиняна.